# Martin Drew

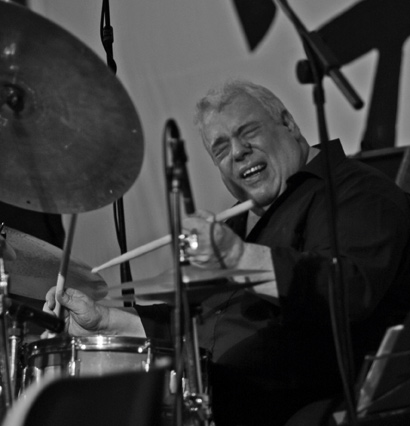
Martin Drew

Martin Drew (* 11. Februar 1944 in Northampton; † 29. Juli 2010 in London) war ein englischer Jazzschlagzeuger. Er war einer der international bekanntesten britischen Jazzschlagzeuger.

## Leben und Wirken
Drew spielte bereits im Alter von sechs Jahren Schlagzeug und hatte dreizehnjährig seine ersten professionellen Auftritte. Er lernte bei George Fierstone und arbeitete von 1975 bis 1995 als Schlagzeuger für Ronnie Scott, wo er Musiker wie Ella Fitzgerald, Dizzy Gillespie, Chet Baker und Dexter Gordon begleitete. Von 1974 bis 2004 gehörte er zur Combo von Oscar Peterson, mit dem er in Kanada, den USA und Südamerika, Japan, Australien und Europa auftrat und aufnahm, unter anderem auch mit dem Count Basie Orchestra.
Daneben leitete Drew verschiedene eigene Bands: das Quintett Our Band mit Dick Morrissey, Jim Mullen, John Critchinson und Ron Mathewson, ein Quartett mit Mornington Lockett, Gareth Williams und Laurence Cottle und das 2000 gegründete Quintett Celebrating the Jazz Couriers (mit Mornington Lockett, Nigel Hitchcock, Steve Melling und Andrew Cleyndert).

## Diskographische Hinweise
- Got A Match?, Martin Drew Quartet, 1999
- Celebrating The Jazz Couriers Vol 1 und 2, 2002